# Herrenwald (Stadtallendorf)
Koordinaten: 50° 48′ 18″ N, 9° 3′ 18″ O
Der Herrenwald bei Stadtallendorf ist ein Waldgebiet zwischen Stadtallendorf im Westen, Neustadt im Nordosten und Kirtorf im Südosten in den hessischen Landkreisen Marburg-Biedenkopf und Vogelsbergkreis.

## Geographie
Der kaum über 300 m ü. NHN erreichende Herrenwald liegt im Bereich der Oberhessischen Schwelle (Naturraum 346), und zwar im Neustädter Sattel (Naturraum 346.1), einer flachen Senke, die den niedrigsten Teil der Rhein-Weser-Wasserscheide bildet. Die Oberhessische Schwelle trennt das Amöneburger Becken (Naturraum 347) im Westen vom Schwalmbecken (Naturraum 343.0) im Osten, und ein von Nordwesten nach Südosten durch den Herrenwald verlaufender niedriger Höhenzug bildet hier die Wasserscheide zwischen Rhein und Weser. Ein Gedenkstein auf 300,1 m an der Bundesstraße 454 zwischen Neustadt und Stadtallendorf markiert die niedrigste Stelle der Wasserscheide. Die im westlichen Herrenwald entspringenden Bäche, darunter als größter die Joßklein, münden direkt oder mittelbar in die Wohra oder in die Ohm und werden über die Ohm der Lahn und damit dem Rhein zugeführt. Östlich der Wasserscheide entwässern die kleinen Waldbäche in die im Hessenwald entspringende Wiera, die über Schwalm, Eder und Fulda letztlich in die Weser entwässert. Große Teile des Herrenwaldes, in dem sich auch zahlreichen Quellen und Tümpel finden, sind als Wasserschutzgebiet und für die Trinkwasserversorgung der anliegenden Gemeinden von Bedeutung.
Die Main-Weser-Bahn durchquert das Gebiet zwischen Stadtallendorf und Neustadt.

## Militärische Nutzung
Im westlichen Teil des Herrenwalds, nahe dem damaligen Dorf Allendorf, ließ die Wehrmacht ab 1938/39 unter den Tarnnamen „Barbara I“ und „Barbara II“ die beiden Sprengstoffwerke Allendorf und Herrenwald errichten, die von der Gesellschaft zur Verwertung chemischer Erzeugnisse (Verwertchemie) als Tochterfirma der Dynamit AG respektive von der Westfälisch-Anhaltischen Sprengstoff-Actien-Gesellschaft (WASAG) betrieben wurden. Die dort beschäftigten Arbeitskräfte waren nahezu ausnahmslos ausländische Zwangsarbeiter sowie KZ-Häftlinge; hinzu kamen etwa 2.000 sogenannte „Ostarbeiter“ aus der Sowjetunion. Soweit Anlagen und Gebäude der beiden Werke nicht im Zweiten Weltkrieg zerstört oder danach abgetragen wurden, bildeten sie ab 1947 die Grundlage für die Entwicklung des Dorfes zur heutigen Mittelstadt Stadtallendorf.
Auf dem Gelände der ehemaligen WASAG-Munitionsfabrik befinden sich heute die Hessen-Kaserne und die Herrenwald-Kaserne der Bundeswehr, beide seit 1959 in Nutzung. Der Herrenwald ist daher in Teilen intensiv durch die ehemalige und heutige militärische Nutzung geprägt.

## Naturschutz

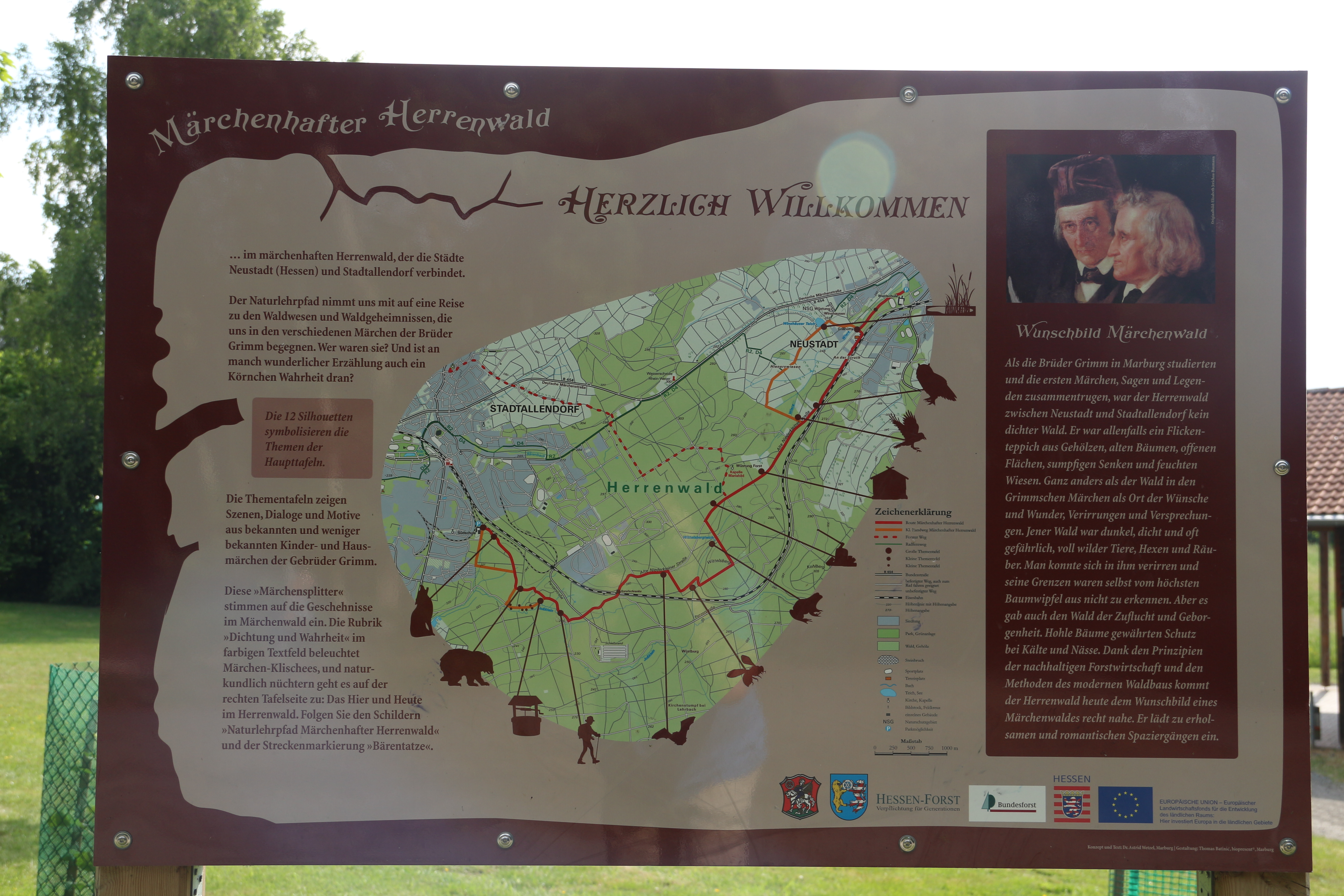
Hinweistafel im Herrenwald

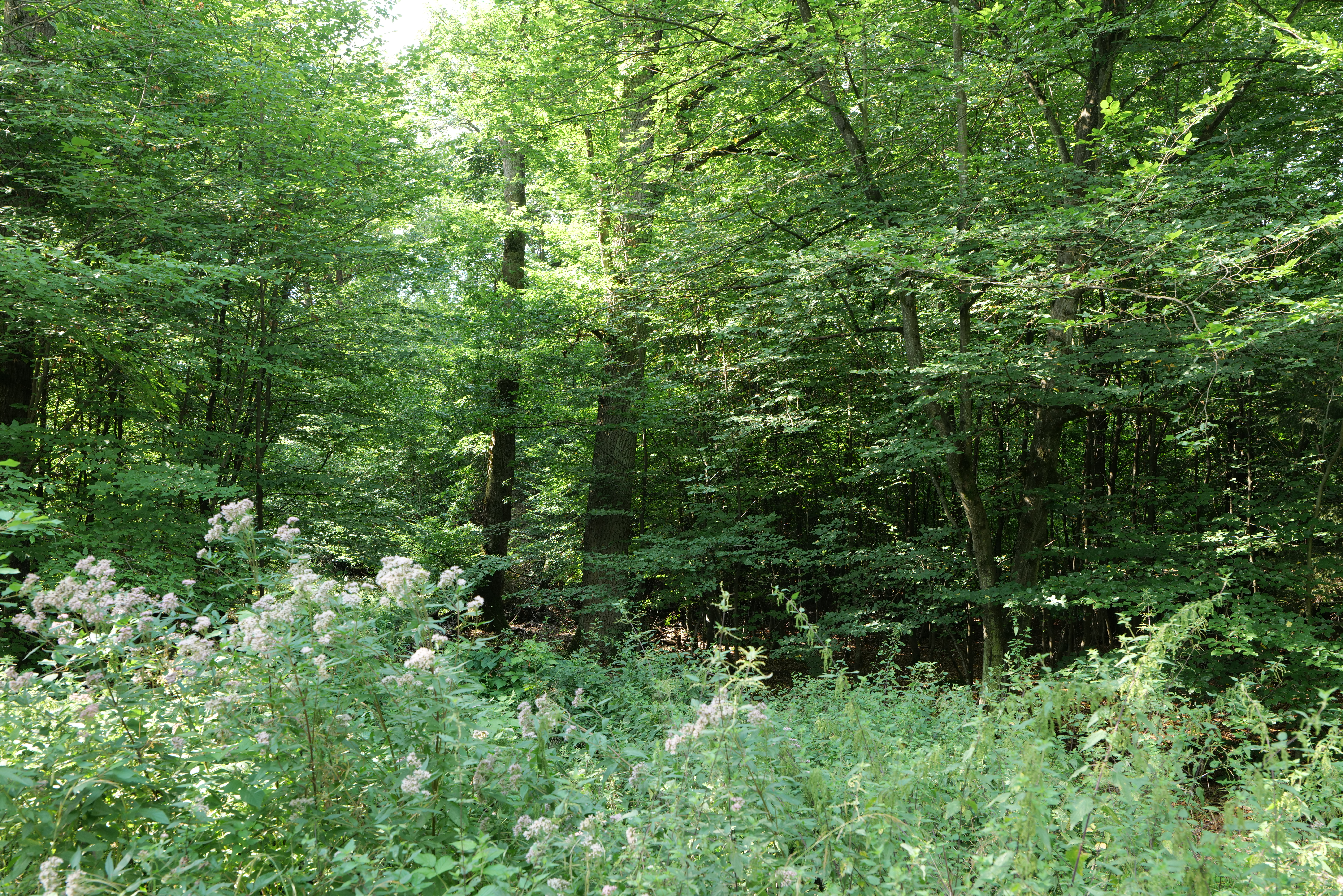
Im Herrenwald (2020)

Im September 2004 wurde ein etwa 28 km² großes Gebiet des Herrenwalds auf 220 m – 320 m Höhe über NHN, vor allem aufgrund des bis dato größten bekannten Vorkommens des Nördlichen Kammmolches im Naturraum „Westhessisches Bergland“, als Fauna–Flora–Habitat (FFH)-Gebiet 5120-303 „Herrenwald östlich Stadtallendorf“ gemeldet. Es umfasst ein weitgehend geschlossenes, teilweise sehr nasses Waldgebiet mit kleinen Fließgewässern und strukturreichen, naturnahen und eutrophen Stillgewässern und besteht zu 35 % aus Laubwaldkomplexen, 48 % aus Nadelwaldkomplexen, 4 % aus Grünlandkomplexen und 2 % aus Binnengewässern. Offenlandflächen im Gebiet sind praktisch nur auf dem Standortübungsplatz und dem Schießstand zu finden. Leitbild des FFH-Gebiets und mitbestimmend für die Ausweisung waren der struktur- und totholzreiche Hainsimsen-Buchenwald mit altholzreichen Auenwäldern entlang der Joßklein und ihrer Seitenarme, Lebensraum für die Kammmolchpopulationen und verschiedene Fledermausarten.
Laut der Verordnung über die Natura 2000-Gebiete im Regierungsbezirk Gießen vom 31. Oktober 2016 umfassen die Erhaltungsziele die der Arten Bechsteinfledermaus (Myotis bechsteinii), Großes Mausohr (Myotis myotis), Nördlicher Kammmolch (Triturus cristatus) und Dunkler Wiesenknopf-Ameisenbläuling (Maculinea nausithous) sowie die der dortigen Lebensraumtypen:
- Oligo- bis mesotrophe stehende Gewässer mit Strandlings-Gesellschaften (Littorelletea uniflorae) und/oder Zwergbinsen-Gesellschaften (Isoëto-Nanojuncetea);
- Natürliche eutrophe Seen mit Vegetation des Magnopotamions oder Hydrocharitions;
- Magere Flachland-Mähwiesen (mit Wiesen-Fuchsschwanz (Alopecurus pratensis) und Großem Wiesenknopf (Sanguisorba officinalis));
- Hainsimsen-Buchenwald (Luzulo-Fagetum);
- Waldmeister-Buchenwald (Asperulo-Fagetum);
- Subatlantischer oder mitteleuropäischer Stieleichenwald oder Eichen-Hainbuchenwald (Carpinion betuli);
- Auenwälder mit Schwarzerle (Alnus glutinosa) und Gemeiner Esche (Fraxinus excelsior).

## Autobahnbau

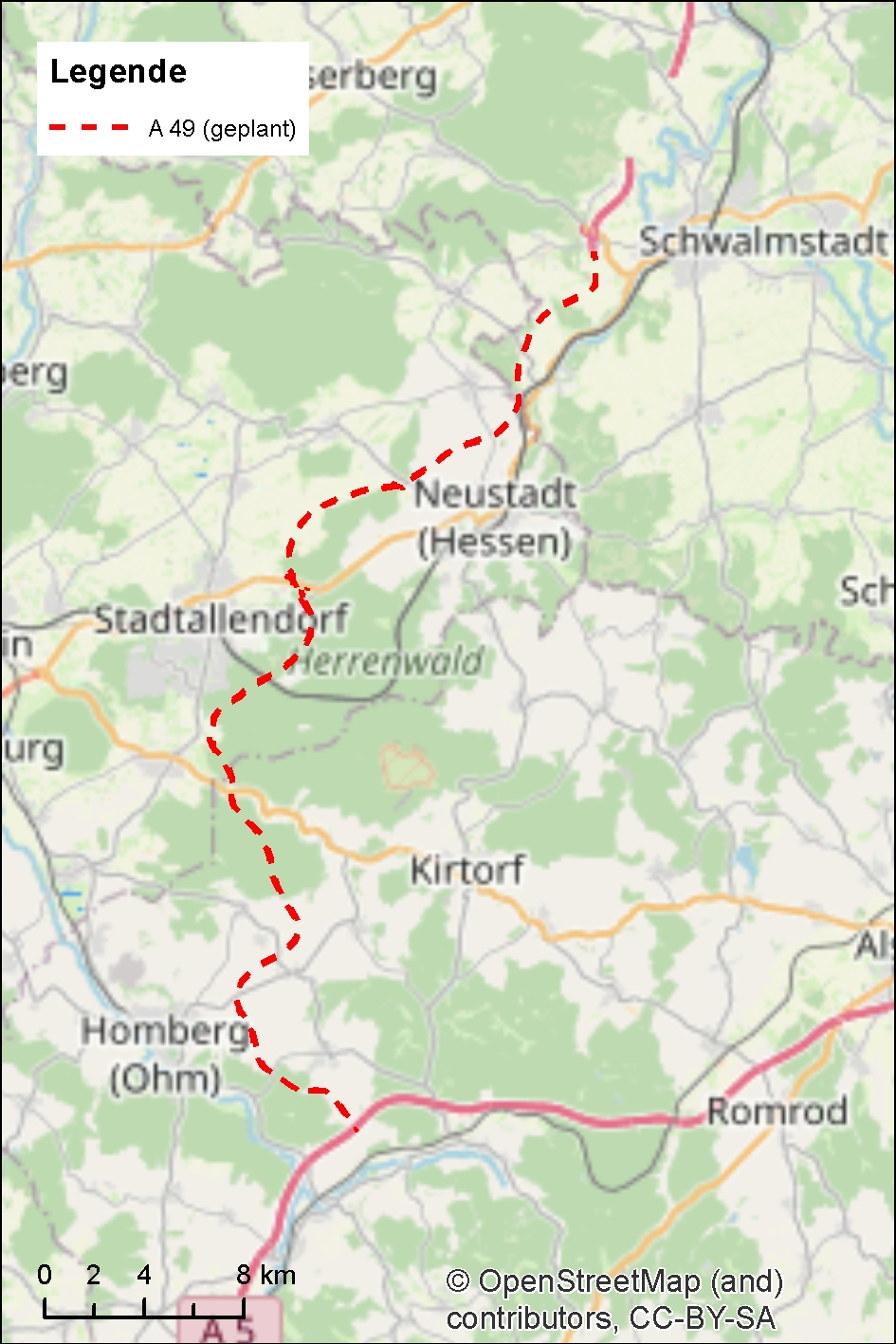
Streckenplanung BAB 49 von Schwalmstadt nach Homberg (Ohm)

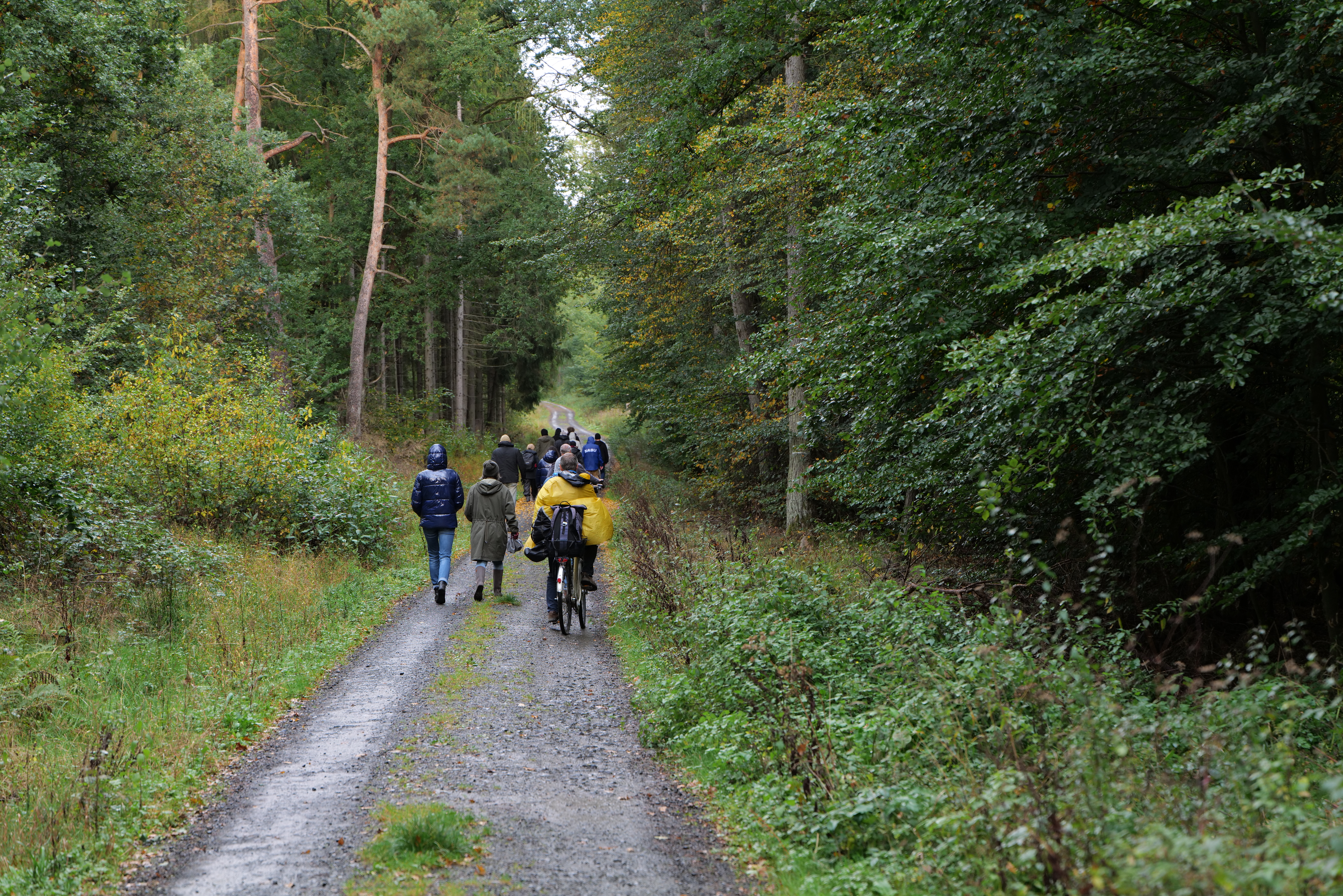
Demonstrations-Waldspaziergang am 7. Oktober 2020 im Herrenwald

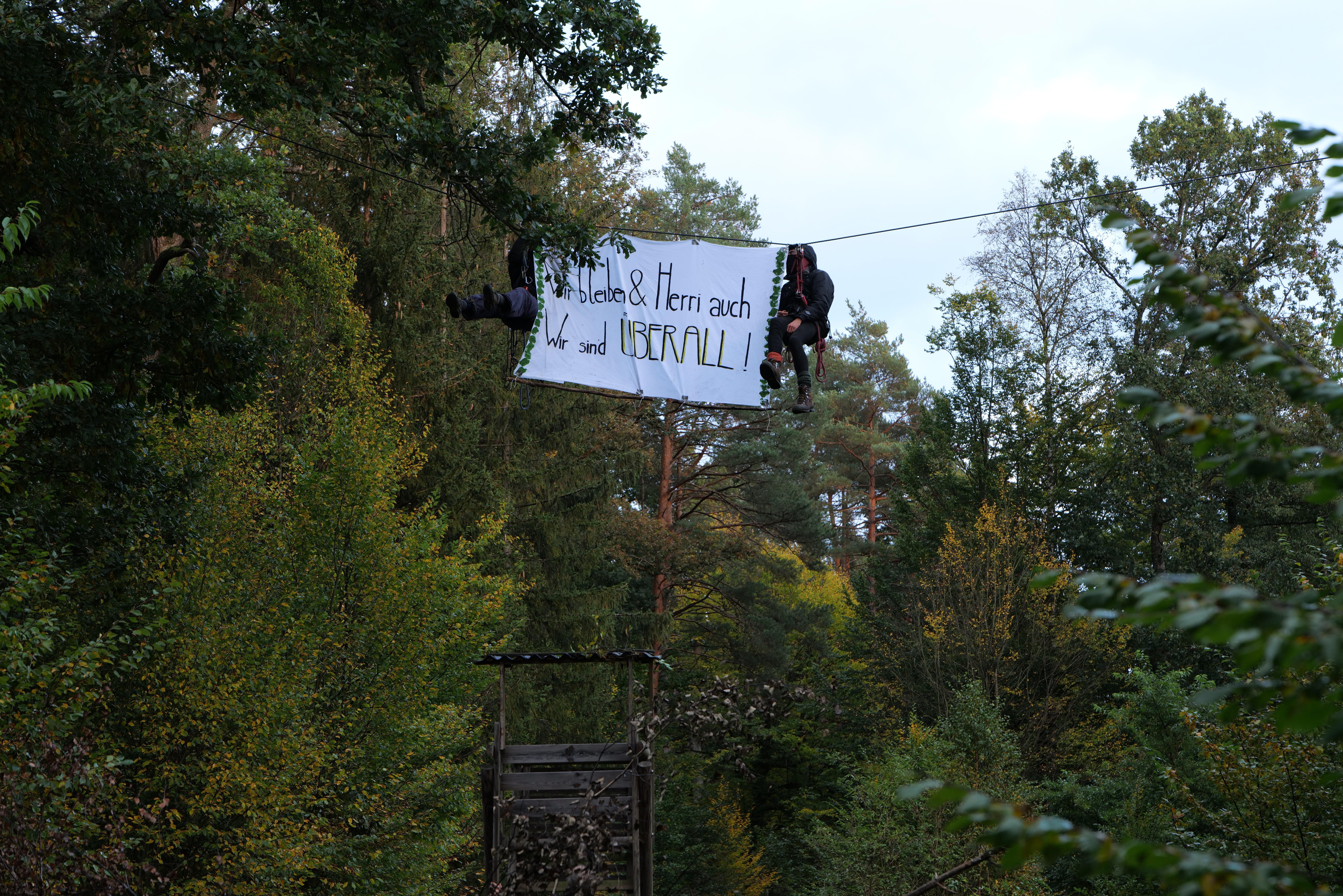
Waldbesetzer-Plattform und Protest-Banner, am 7. Oktober 2020 im Herrenwald

Die Ausweisung des FHH-Gebiets hatte erhebliche Auswirkungen auf die zulassungsrechtlichen Voraussetzungen für die Streckenführung der seit den 1970er Jahren geplanten und bis dato nur in Abschnitten fertiggestellten Bundesautobahn 49, denn die vorgesehene Trasse verlief mitten durch den Herrenwald. Nach umfangreichem Variantenvergleich und Abwägen der umweltfachlichen, raumordnerischen, verkehrlichen und wirtschaftlichen Belange wurde die Streckenplanung derart verändert, dass die BAB nur noch im äußerst westlichen Bereich des FFH-Gebietes verlaufen wird.
Der Planfeststellungsbeschluss für den letzten Abschnitt zwischen Stadtallendorf Nord und der Bundesautobahn 5 wurde am 30. Mai 2012 erteilt. Eine Klage zweier Naturschutzvereine gegen den Planfeststellungsbeschluss wurde vom Bundesverwaltungsgericht in Leipzig am 23. April 2014 abgewiesen. Die letzten drei Klagen wurden am 23. Juni und 2. Juli 2020 abgewiesen.
Am 1. Oktober 2020 begannen Rodungsarbeiten zur Vorbereitung der Bauarbeiten im Herrenwald. Verschiedene Organisationen (Aktionsbündnis „Keine A49!“, BUND, Campact, Fridays For Future, Naturfreunde Deutschlands, Schutzgemeinschaft Vogelsberg) riefen für den 4. Oktober zur Demonstration gegen den geplanten Bau und die Abholzungen auf. Sie verwiesen dabei auf Klimakrise und Erderhitzung und forderten einen Baustopp für neue Autobahnen, stattdessen den Ausbau von Schienenverkehr und öffentlichem Personennahverkehr. Eine Anzahl von Waldbesetzern installierte ab dem 5. Oktober in einigen großen Bäumen nahe der Joßklein Plattformen und errichtete Barrikaden auf dem parallel zur Joßklein verlaufenden Waldweg. Ihr Camp nannten sie Überall. Am 8. Oktober erschien Polizei und entfernte alle auf dem Boden befindlichen Bauten und herumliegenden Sachen, und am 15. Oktober wurden dann ein großer Teil von Überall und der dortigen Bäume beseitigt. Bei diesen Aktionen kam es zu Zusammenstößen zwischen Umweltaktivisten und Polizei.
Am 1. März 2021 übernahm die Baugesellschaft die gerodeten Flächen.